# Простогілочник
Простогілочник (Haplocladium) — рід мохів з родини лескеєвих (Leskeaceae).
Рід містить 18 видів. Поширення: Європа, Азія, Африка, Північна Америка, Південна Америка. 